# ホシノインパル
株式会社ホシノインパル（英: HOSHINO IMPUL Co., Ltd.）は、東京都世田谷区に本社を置く、元レーシングドライバーの星野一義が代表を務める日本の企業。社名の由来は英単語の「インパルス(impulse)」から。

## 概要
1980年6月、静岡県静岡市にて星野一義とモトクロス時代のチームメイトで義弟（星野の妹の夫）でもある金子豊（2015年死去）と共に設立。金子はモトクロスを辞めたあと本田技研工業を経て埼玉ダイハツ販売に勤め、トップの販売実績を持つセールスマンとなっており、星野はかねてから事業を始める時は一緒に始めたいと思い声を掛けていた。星野は金子を口説き落とし、この「社員2名」でインパルは始まった。「インパル」とは、衝撃・衝動の意味を持つ英語「インパルス（IMPULSE）」をもとに、金子が辞書で調べて提案し、星野が「インパルスだとちょっと語呂が悪いから、言いやすいようインパルにしよう」と電話での会話で決定した。役職は星野が代表取締役社長、金子が営業部長（のち副社長）となった。最初は当時静岡だった星野の自宅を本社、埼玉にあった金子の自宅を東京営業所と称して始める事で決まった。
設立の目的は、星野がレースで必要とするパーツの開発・製造を行うと同時に、それらをレースからフィードバックして一般に販売することでレース活動の資金を得ることと、星野は当時32歳であったが、レーサーをいつか辞める時が来る、その時のためにレーシングドライバーだけでは食べていけなくなるとの考えからであった。
1980年、埼玉県狭山市（当時の金子の自宅）に東京営業所設立。
活動初期はホイールの企画・販売（製造は業務提携したエンケイ）を事業の柱としており、星野と金子は営業車を一台買い、その車で多忙なレース活動の合間を縫ってホイールを持参しながら北海道から九州まで地道にホイールを扱う問屋やカー用品店・ディーラーを営業活動で回っていたが、2年近く経ってもなかなか製品はヒットしなかった。

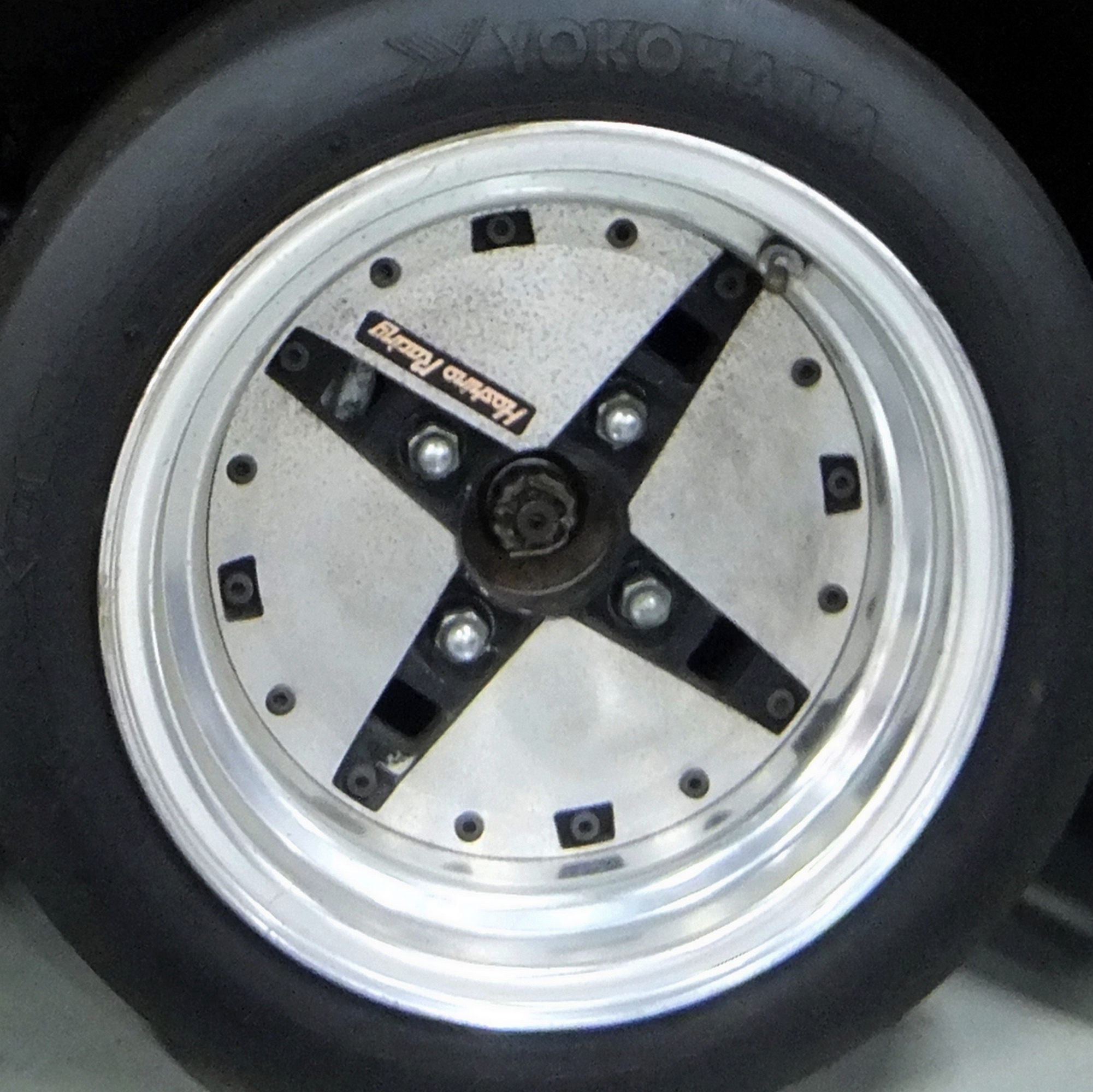
アルミホイール D-01シルエット

星野と金子がビジネスの厳しさを痛感していた頃に転機が訪れる。星野自身が参戦する富士スーパーシルエットレースでのレース車両「シルビア・スーパーシルエット」にIMPULのホイールを装着し活躍。それを市販化したホイール「D-01シルエット」は、ひと月で2万本売れる大ヒット作となった。
1982年、東京営業所を東京都武蔵野市吉祥寺に移設。「D-01シルエット」の大ヒットにより事業は軌道に乗り、星野がインパルのビジネスが成功した場合は始めたいと構想していたレーシングチームの運営に着手。1983年4月に星野が総監督とドライバーを務め、金子が現場監督となるレーシングチームでホシノインパル関連会社となる有限会社ホシノレーシングを設立。ホシノインパルが運営母体となった（詳細は下記「ホシノレーシング」の節を参照）。
1983年9月より本社を静岡から、東京営業所のある吉祥寺からほど近い東京都三鷹市下連雀に移転。同所は星野と縁深い日産の「日産厚生園 (2002年に売却)」ほど近くに位置していた。同年12月には本社に「三鷹デポ」を設立。
翌1984年4月、三鷹の本社にショールームをオープンさせ、星野も静岡から転居し東京が活動拠点となった。商品ラインナップも増加し、星野のレース実戦でのノウハウを注ぎ込んだ独自のステアリング、主に日産車向けのエアロパーツやチューニングパーツの開発・販売を行い、スポイラー、マフラーなどチューンナップパーツの他、Tシャツやトレーナー等アパレルやキーホルダー、デジタルウォッチ、ステッカー類など多彩な商品展開となった。ホシノレーシング設立以後は同ショールームに星野の駆るF2やGCに参戦するレーシングマシンが置かれていたこともあった。
1988年5月、東京都世田谷区桜丘（環八通り沿い）に新本社と、併設の新ショールームが完成。三鷹から同所へ本社移転が完了、ショールームも移転。これより展示販売・購入受付は世田谷で受け、ユーザー車へのパーツ取付け作業は三鷹デポで行う体制となった。
1999年に世田谷本社ショールーム拡張工事が完成すると、三鷹に残っていたデポを移転併合し機能が集結された。
1990年代以後は、主に北米で販売されている日本未発売の日産車・インフィニティ車の逆輸入販売も手掛ける。さらに規制緩和により可能になったことから日産ディーラーを通じチューニング済みのコンプリートカー（完成車）の販売も開始。海外への展望もあり、マレーシアに事業進出なども果たしている。
星野は「究極的にはメルセデス・ベンツにとってのAMGや、BMWにとってのアルピナのような存在になりたい。日産車をチューンナップ、ドレスアップと言えばIMPULと誰もが思ってくれるような、半歩先に行っているモノを作っていきたい」とインパルの理念や商品コンセプトを語っている。
2014年、星野一義の長男でありレーシングドライバーとしてキャリアを重ねていた星野一樹がホシノインパルに入社。徐々に商品企画や開発に関与して行くこととなる。
2015年5月3日、これまでIMPULを星野と共に支え、体調を崩し3年間闘病していた金子豊副社長が72歳で死去。
2020年、新事業として100%再生可能エネルギーで供給する電力サービス「IMPULでんき」を開始。
2021年をもって一樹が現役レーサーとして参戦していたスーパーGTシリーズの第一線から引退。すでにホシノインパルの取締役にもなっており、これまでのレーサーとの二足の草鞋ではなく社業の商品開発及び運営に本腰を入れて活動する体制となった。
一樹のホシノインパル入り以後は、創業以来これまで父・一義がやって来たインパル製品のエアロパーツの監修やセッティング決定（サスペンションなど）も一樹が受け継ぎ決めている。一義は「近頃は僕は一歩、二歩引いて全体を見る立場。会議などでも僕が口を出さなければ出さないほどイイ車が出来る。ファッション業界と同じで、流行のスタイルやユーザーの世代も移っていくものであり、いつまでも70代になった僕がエアロデザインを最終決定しているようではおかしいし、若い世代がそうやって決めていかないといけない。」と述べている。

## ホシノインパル製品
ガレージインパルはもちろん、一部車種を除き、全国の日産ディーラーでも注文・取付が可能である。
- アルミホイール
- サスペンション（オーリンズと共同開発）
- エアロパーツ（2014年11月現在）
  - フーガ（Y51）
  - スカイライン（V37）（IMPUL 537S）
  - ノート（E12）
  - ジューク（F15）
  - ラティオ（N17）
  - シルフィ（B17）
  - デイズ・ハイウェイスター（B21W） - インパルで唯一、軽自動車がベース。　
  - パトロール（Y62）
  - インフィニティQX70（S51）
  - NV350キャラバン（E26）　他多数
- ブレーキ（ブレーキパッド、ローター等）
- シフトノブ
- エンブレム
- その他カスタマイズパーツ
- 完成車（販売終了分も含む）
  - IMPUL 537S Complete (V37スカイライン)
  - IMPUL R32 GT-R Gr.A Version
  - IMPUL 650S/SE（Y50フーガベース）
  - IMPUL 933S Complete（フェアレディZベース）
  - IMPUL ELGRAND Complete（E52）
  - IMPUL SERENA (C26)
  - IMPUL BLUEBIRD SSS Complete（G11ブルーバードシルフィベース）
  - IMPUL CUBE Complete（Z12）
  - IMPUL JUKE Complete（F15）
  - IMPUL MARCH Complete（K13）
  - IMPUL 112S Complete（E12ノート）
  - IMPUL TIIDA/LATIO Complete（C11/SC11）
- 海外専売車の国内販売
  - 日産・ムラーノ
  - 日産・パスファインダー
  - 日産・マキシマ
  - 日産・アルティマ
  - インフィニティ・Q50
  - インフィニティ・Q60
  - インフィニティ・Q70
  - インフィニティ・QX30
  - インフィニティ・QX50
  - インフィニティ・QX60
  - インフィニティ・QX80

など。これらの車両は北米仕様車をベースに、灯火類やサイドアンダーミラー（ムラーノ、パスファインダー、QXシリーズ）などを日本国内に合わせての販売となるため、全車左ハンドルとなる。
プロゴルファーの尾崎将司は日産・シーマのインパルスペシャル ジャンボ尾崎バージョンを所有しており、元MLB選手のイチローは、星野ファン・日産ファンであり、イチロー自身の愛車であるシーマやマーチのチューニングをIMPULにオーダーし、アメリカにおいてもIMPULマーチを愛車とした。

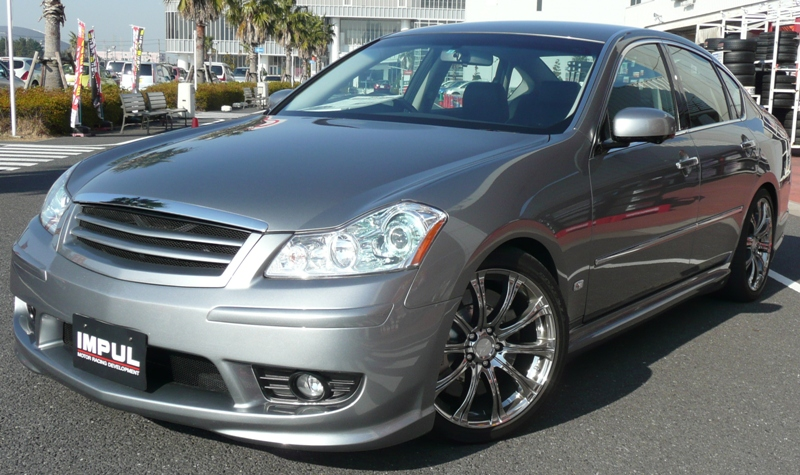
IMPUL 650SE
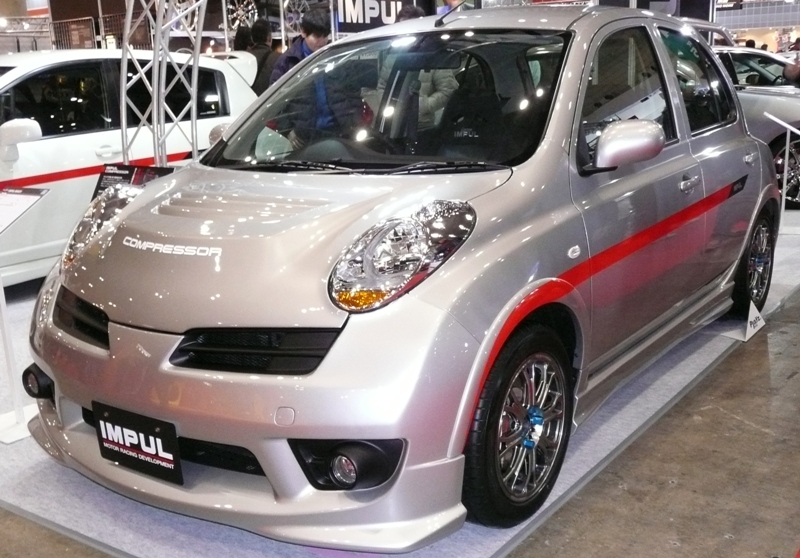
IMPUL MARCH
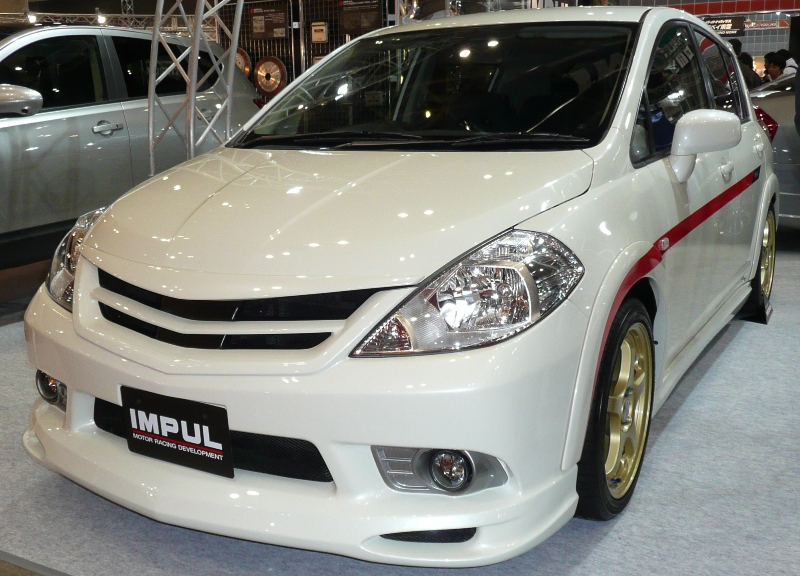
IMPUL TIIDA
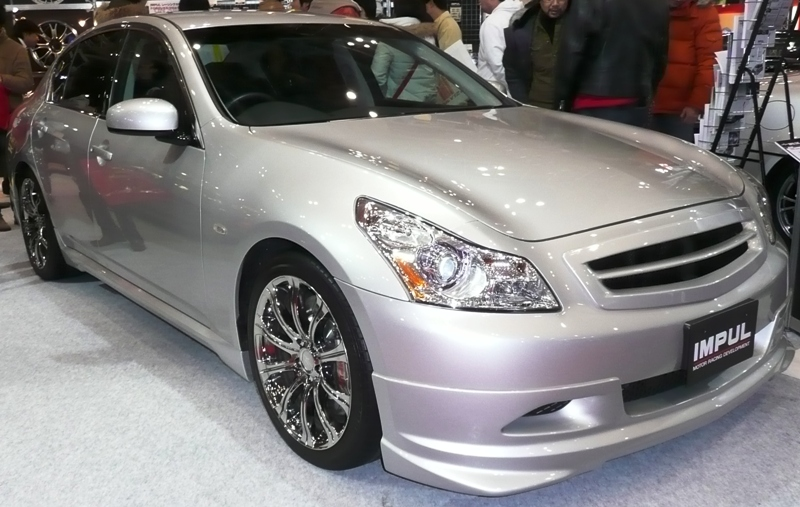
IMPUL 536S
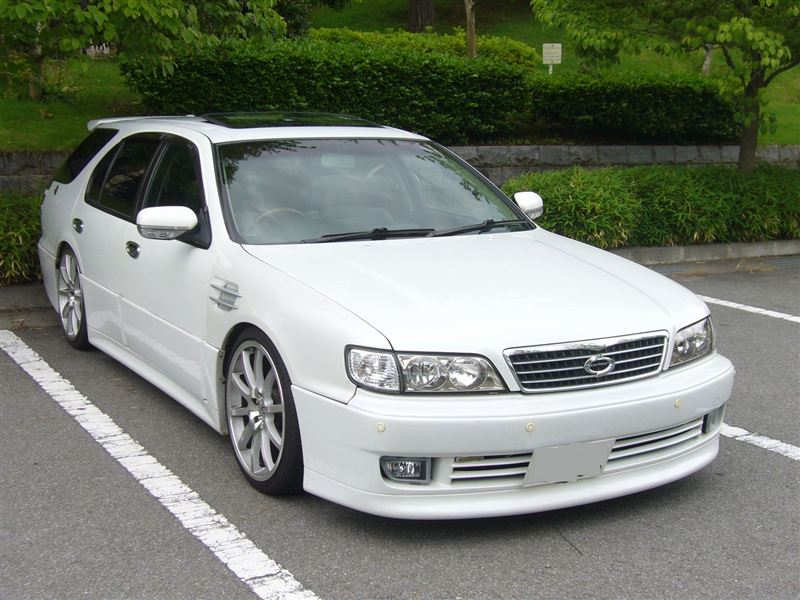
IMPUL 432Wのエアロキットをセフィーロワゴンに装着した例

## ホシノレーシング

### 概要
1983年にヒーローズレーシングから独立した星野が、自らのレーシングチームとして有限会社ホシノレーシングを設立。
全日本F2選手権から続く国内トップフォーミュラ、全日本耐久選手権、全日本ツーリングカー選手権、全日本GT選手権→SUPER GT等に参戦している。日本のレーシングチームの中で人気の高いチームのひとつ。SUPER GTにおいては、前身の全日本GT選手権時代を含めて全レースに出場し続けている唯一のチームでもある。
1988年11月にホシノレーシング本社およびファクトリーを東京都三鷹市から埼玉県新座市に移転。
2002年7月、ファクトリーを静岡県御殿場市に移転。

### 全日本F2選手権
- 1983年
No.2 LARK MILD 832／マーチ832･BMW 星野一義
- 1984年
No.1 LARK 842／マーチ842･BMW 星野一義
- 1985年
No.2 LARK 85J／マーチ85J･ホンダ 星野一義
- 1986年
No.2 BYZERO 86J HONDA／マーチ86J･ホンダ 星野一義

### 全日本F3000選手権
- 1987年
No.1 マーチ87B/ホンダ・ローラT87/50/ホンダ 星野一義
- 1988年
No.1 ローラT88/50/無限 星野一義
- 1989年
No.1 ローラT89/50/無限 星野一義
- 1990年
No.19 ローラT90/50/無限 星野一義
- 1991年
No.1 ローラT91/50/無限 星野一義
- 1992年
No.19 ローラT92/50/無限 星野一義
- 1993年
No.19 ローラT92/50/フォード 星野一義
- 1994年
No.1 ローラT93/50/無限 星野一義
- 1995年
No.19 ローラT95/50/無限 星野一義
No.15 ローラT94/50/無限 鈴木利男

### 全日本選手権フォーミュラ・ニッポン
- 1996年

かもめサービス RACING TEAM with IMPUL（ローラT96/52・無限MF308）#1 鈴木利男
カルソニック RACING TEAM with IMPUL（ローラT96/52・無限MF308）#19 星野一義
- 1997年

TEAM IMPUL（ローラT96/52・無限MF308）#19 黒澤琢弥／#20 影山正彦
- 1998年

MAZIORA TEAM IMPUL（ローラT98/52・無限MF308）#19 黒澤琢弥／#20 影山正彦
- 1999年

BE BRIDES IMPUL（ローラB99/51→レイナード99L・無限MF308）#19 影山正美／#20 野田英樹
- 2000年

TEAM IMPUL（レイナード99L・無限MF308）#19 本山哲
- 2001年

Excite TEAM IMPUL（レイナード01L／99L・無限MF308）#19 本山哲／#20 ナレイン・カーティケヤン
- 2002年

Xbox  TEAM IMPUL（レイナード01L・無限MF308）#1 本山哲／#2 ミハエル・クルム（第1・2戦）
- 2003年

TEAM IMPUL（ローラB351・無限MF308）#19 本山哲／#20 ブノワ・トレルイエ
- 2004年

mobilecast TEAM IMPUL　（ローラB351・無限MF308）#19 ブノワ・トレルイエ／#20 井出有治
- 2005年

mobilecast TEAM IMPUL（ローラB351・無限MF308）　#19 ブノワ・トレルイエ／#20 井出有治
arting RACING TEAM with IMPUL（ローラB351・無限MF308）#23 本山哲
- 2006年

arting RACING TEAM with IMPUL（FN06・トヨタRV8J）#1 本山哲／#2 星野一樹
mobilecast TEAM IMPUL（FN06・トヨタRV8J）#19 ブノワ・トレルイエ／#20 松田次生
- 2007年

mobilecast TEAM IMPUL（FN06・トヨタRV8J）#1 ブノワ・トレルイエ／#2 松田次生
Arabian Oasis TEAM IMPUL（FN06・トヨタRV8J）#19 本山哲／#20 ミハエル・クルム
- 2008年

Lawson TEAM IMPUL（FN06・トヨタRV8J）#1 松田次生／#2 ブノワ・トレルイエ
TP Checker TEAM IMPUL（FN06・トヨタRV8J）#20 平手晃平
- 2009年

LAWSON TEAM IMPUL（FN09・トヨタRV8K）#1 松田次生／#2 ブノワ・トレルイエ
ahead TEAM IMPUL（FN09・トヨタRV8K）#20 平手晃平
- 2010年

Mobil 1 TEAM IMPUL（FN09・トヨタRV8K）#19 ジョアオ・パオロ・デ・オリベイラ／#20 平手晃平
- 2011年

TEAM IMPUL（FN09・トヨタRV8K）#1 ジョアオ・パオロ・デ・オリベイラ／#2 平手晃平
- 2011年

TEAM IMPUL（FN09・トヨタRV8K）#19 ジョアオ・パオロ・デ・オリベイラ／#20 松田次生
- 2012年

TEAM IMPUL（FN09・トヨタRV8K）#19 ジョアオ・パオロ・デ・オリベイラ／#20 松田次生

### 全日本選手権スーパーフォーミュラ
- 2013年

LENOVO TEAM IMPUL（SF13・トヨタRV8K）#19 ジョアオ・パオロ・デ・オリベイラ／#20 松田次生
- 2014年

LENOVO TEAM IMPUL（SF14・トヨタ・RI4A）#19 ジョアオ・パオロ・デ・オリベイラ／#20 ナレイン・カーティケヤン
- 2015年

LENOVO TEAM IMPUL（SF14・トヨタR14A）#19 ジョアオ・パオロ・デ・オリベイラ／#20 アンドレア・カルダレッリ
- 2016年

ITOCHU ENEX TEAM IMPUL（SF14・トヨタR14A）#19 ジョアオ・パオロ・デ・オリベイラ/#20 関口雄飛
- 2017年

ITOCHU ENEX TEAM IMPUL（SF14・トヨタR14A）#19 関口雄飛/#20 ヤン・マーデンボロー
- 2018年

ITOCHU ENEX TEAM IMPUL（SF14・トヨタR14A）#19 関口雄飛/#20 平川亮
- 2019年

ITOCHU ENEX TEAM IMPUL（SF19・トヨタBiz-01F）#19 関口雄飛/#20 平川亮
- 2020年

ITOCHU ENEX TEAM IMPUL（SF19・TRD 01F）#19 関口雄飛/#20 平川亮
- 2021年

carenex TEAM IMPUL（SF19・TRD 01F）#19 関口雄飛/#20 平川亮
- 2022年

carenex TEAM IMPUL（SF19・TRD 01F）#19 関口雄飛/#20 平川亮
- 2023年

ITOCHU ENEX TEAM IMPUL（SF23・TRD 01F）#19 関口雄飛/#20 平川亮
- 2024年

ITOCHU ENEX TEAM IMPUL（SF23・TRD 01F）#19 テオ・プルシェール/#20 国本雄資
- 2025年

ITOCHU ENEX WECARS TEAM IMPUL（SF23・TRD 01F）#19 オリバー・ラスムッセン/ #20 高星明誠

### 富士GC
- 1983年
No.1MCSIV(マーチ822)/BMW 星野一義
- 1984年
No.19MCSV(マーチ832)/BMW 星野一義
- 1985年
No.1MCSVI(マーチ842)/BMW 星野一義
- 1986年
No.1MCS7(マーチ85J)/BMW 星野一義
- 1987年
No.1MCS7改(マーチ86B)/フォード 星野一義
- 1988年
No.1MCS8(マーチ88GC)/無限・MCS8(ローラT88/50)/無限 星野一義
- 1989年
No.19セルモ89Ge(ローラT89/50)/無限 星野一義

### 全日本F3選手権
- 1985年
No.22 ラルトRT30/日産 佐野和志
- 1988年
No.30 ラルトRT32/日産 近藤真彦
- 1989年
No.30 ラルトRT32/日産 近藤真彦
- 1990年
No.30 ラルトRT33/無限 近藤真彦
- 1991年
No.19 ラルトRT35/無限 金石勝智
- 1992年
No.19 ラルトRT35/無限 高村一明

### 全日本耐久選手権・全日本スポーツプロトタイプカー耐久選手権（JSPC）
- 1983年
No.23 マーチ83G/日産 星野一義／萩原光
- 1984年
No.23 マーチ83G/日産 星野一義／萩原光
- 1985年
No.28 マーチ83G/日産・マーチ85G/日産 星野一義／松本恵二／萩原光
- 1986年
No.23 マーチ86G/日産 星野一義／萩原光／中子修
- 1987年
No.23 マーチ87G/日産・マーチ86G/日産  星野一義／高橋健二

### 全日本ツーリングカー選手権（JTC）
- 1987年
No.6 R30スカイラインRSターボ 北野元／影山正彦
- 1988年
No.12 R31スカイラインGTS-R 和田孝夫／北野元
- 1989年
No.12 R31スカイラインGTS-R 星野一義／北野元
- 1990年
No.12 R32スカイラインGT-R 星野一義／鈴木利男
- 1991年
No.1 R32スカイラインGT-R 星野一義／鈴木利男
- 1992年
No.12 R32スカイラインGT-R 星野一義／影山正彦
- 1993年
No.12 R32スカイラインGT-R 星野一義/影山正彦

### 全日本ツーリングカー選手権（JTCC）
- 1994年
No.12 P10プリメーラ 星野一義
- 1995年
No.12 P10プリメーラ 星野一義
- 1996年
No.12 P11プリメーラ 星野一義
- 1997年
No.12 P11プリメーラ 星野一義

### 全日本GT選手権（JGTC）

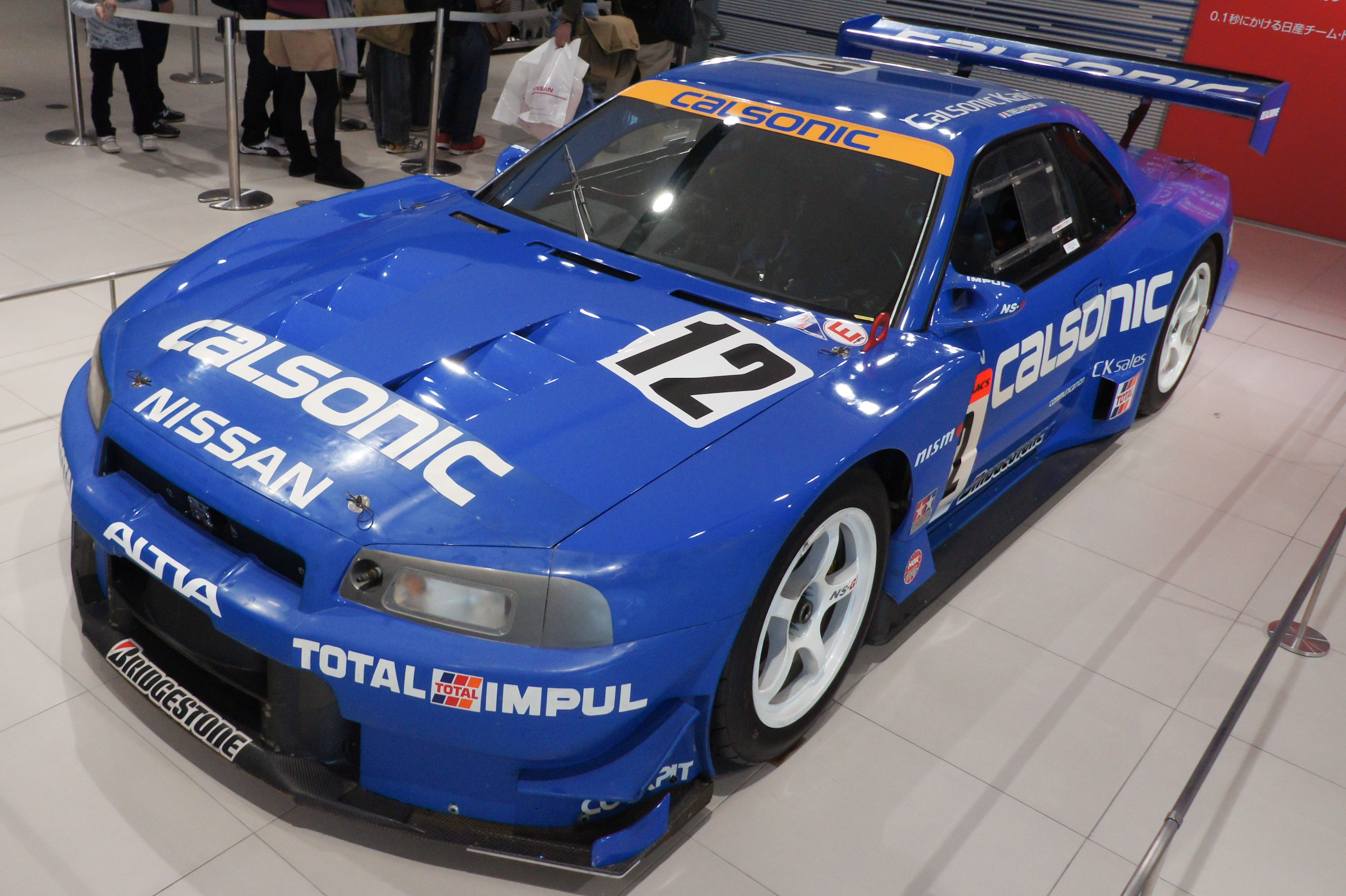
2002年マシン

- 1994年
No.1 R32スカイラインGT-R 影山正彦
- 1995年
No.1 R33スカイラインGT-R 影山正彦
- 1996年
No.1 R33スカイラインGT-R 星野一義／影山正彦
No.12 S14シルビア 本山哲/水野文則
- 1997年
No.12 R33スカイラインGT-R 星野一義／本山哲
- 1998年
No.12 R33スカイラインGT-R 星野一義／黒澤琢弥
- 1999年
No.12 R34スカイラインGT-R 星野一義／影山正美
- 2000年
No.12 R34スカイラインGT-R 星野一義／本山哲
- 2001年
No.12 R34スカイラインGT-R 星野一義／本山哲／服部尚貴
- 2002年

- No.12 R34スカイラインGT-R 星野一義／田中哲也／ブノワ・トレルイエ
- 2003年
No.12 R34スカイラインGT-R ブノワ・トレルイエ／井出有治
- 2004年
No.12 Z33フェアレディZ ブノワ・トレルイエ／井出有治

### SUPER GT

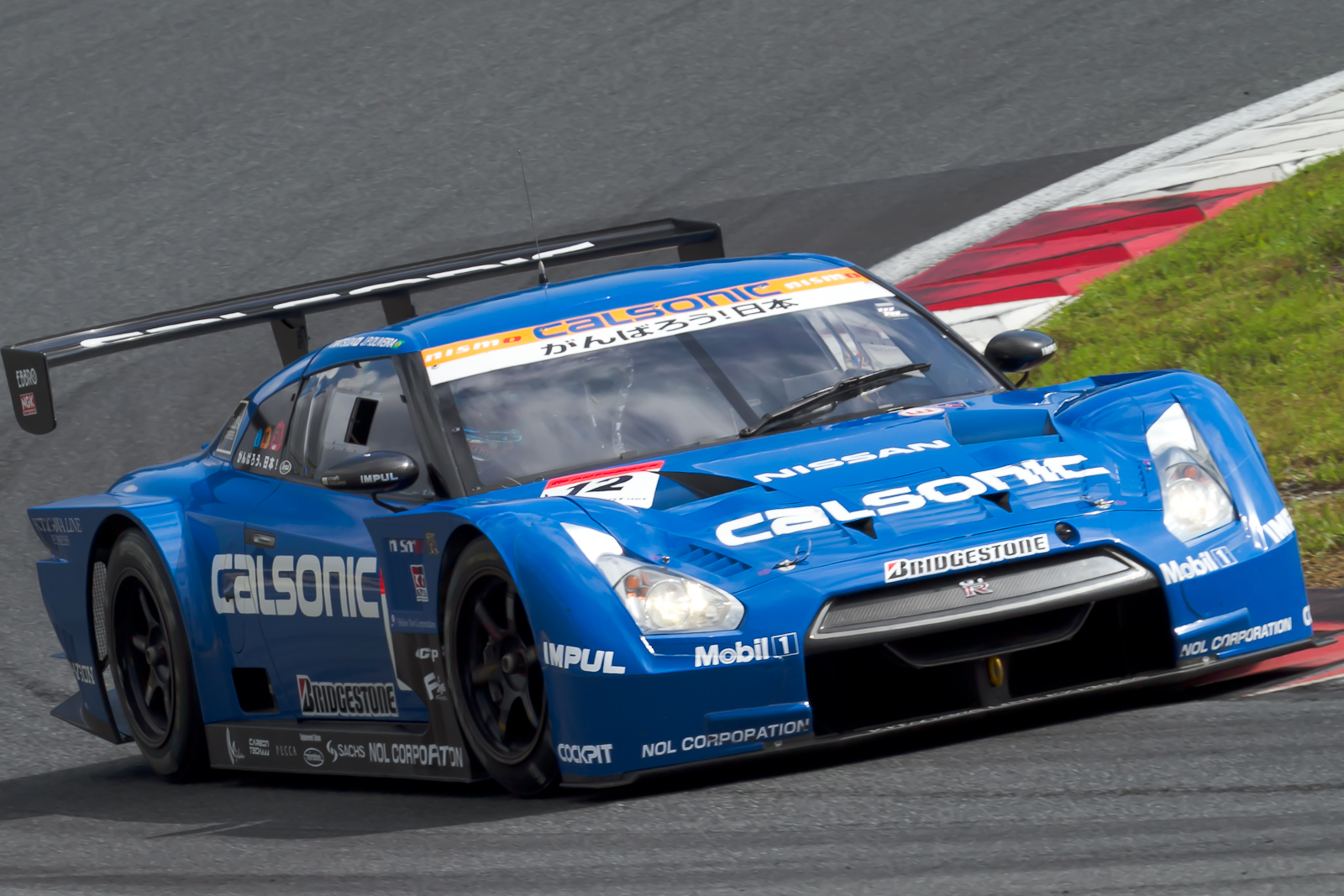
2011年マシン

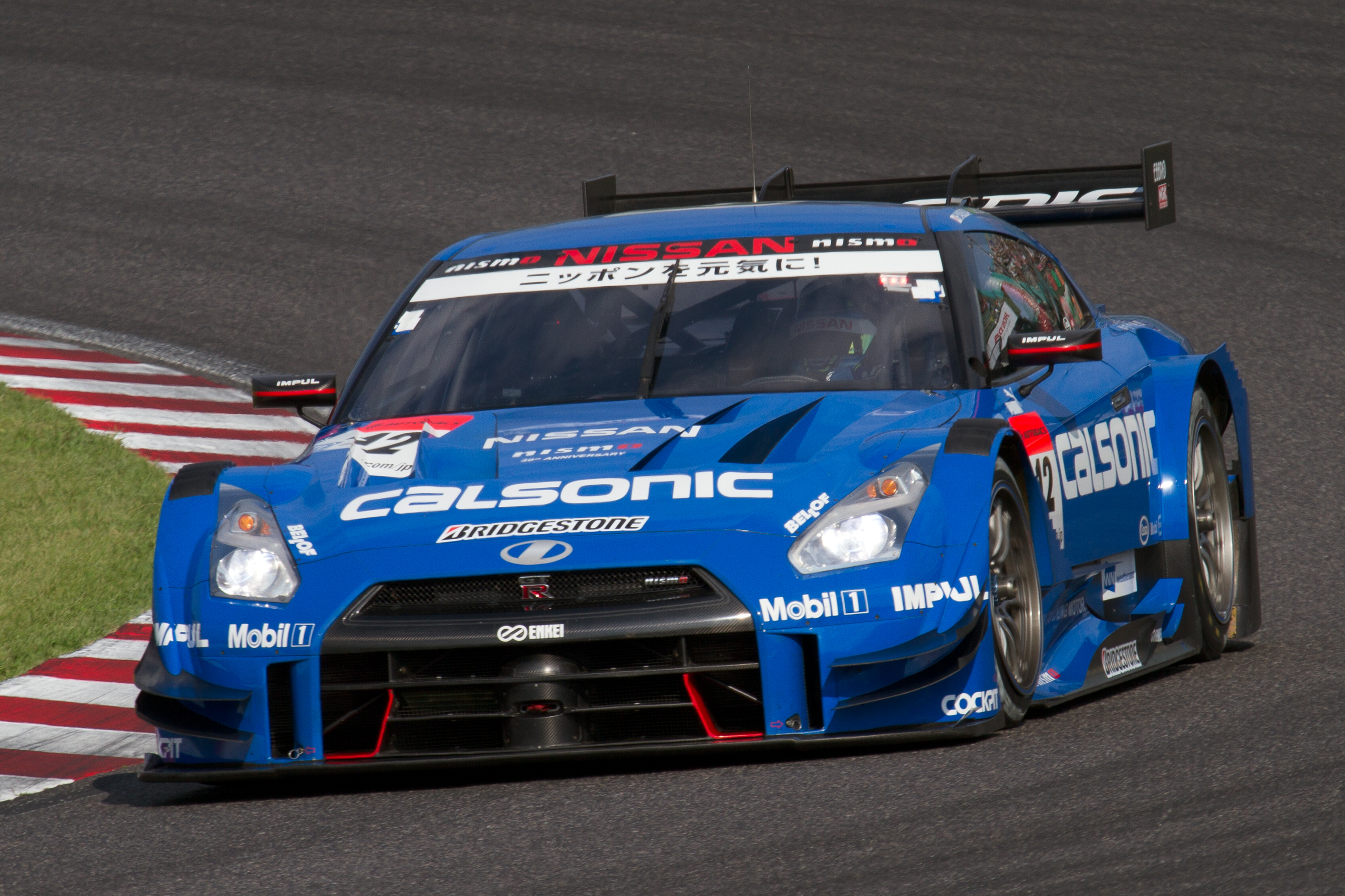
2014年マシン

- 2005年
No.12 Z33 フェアレディZ ブノワ・トレルイエ／井出有治
- 2006年
No.12 Z33 フェアレディZ ブノワ・トレルイエ／星野一樹／ジェレミー・デュフォア
- 2007年
No.12 Z33 フェアレディZ ブノワ・トレルイエ／星野一樹／ジェレミー・デュフォア
- 2008年
No.12 R35 GT-R 松田次生／セバスチャン・フィリップ
- 2009年
No.12 R35 GT-R 松田次生／セバスチャン・フィリップ
- 2010年
No.12 R35 GT-R 松田次生／ロニー・クインタレッリ
- 2011年

- No.12 R35 GT-R 松田次生／ジョアオ・パオロ・デ・オリベイラ
- 2012年
No.12 R35 GT-R 松田次生／ジョアオ・パオロ・デ・オリベイラ
- 2013年
No.12 R35 GT-R 松田次生／ジョアオ・パオロ・デ・オリベイラ
- 2014年

- No.12 R35 GT-R 安田裕信／ジョアオ・パオロ・デ・オリベイラ
- 2015年
No.12 R35 GT-R 安田裕信／ジョアオ・パオロ・デ・オリベイラ
- 2016年
No.12 R35 GT-R 安田裕信／ジョアオ・パオロ・デ・オリベイラ
- 2017年
No.12 R35 GT-R 安田裕信／ヤン・マーデンボロー
- 2018年
No.12 R35 GT-R 佐々木大樹／ヤン・マーデンボロー
- 2019年
No.12 R35 GT-R 佐々木大樹／ジェームズ・ロシター
- 2020年
No.12 R35 GT-R 佐々木大樹／平峰一貴
- 2021年
No.12 R35 GT-R 平峰一貴／松下信治
- 2022年
No.12 Z34 フェアレディZ 平峰一貴／ベルトラン・バゲット
- 2023年
No.1 Z34 フェアレディZ 平峰一貴／ベルトラン・バゲット

### 主なメインスポンサー
- フィリップモリス（LARK)
1983年〜1985年 F2、GC
- 日本ラジヱータ→カルソニック（のちにカルソニックカンセイを経て現・マレリ）
1982年〜 SS、耐久、JTC(1988年～）、JTCC、JGTC、SGT(～2025年2月）、フォーミュラ・ニッポン（1996年）
- 大沢商会（BYZERO)
1986年 F2、GC
- LEYTON HOUSE
1987年 F3000、GC、JTC
- 日本たばこ産業（CABIN)
1988年〜1992年　F3000、GC
- 日本石油（現・ENEOS）
1993年〜1995年　F3000
- 日本ペイント（MAZIORA）
1998年 フォーミュラ・ニッポン
- エキサイト
2001年 フォーミュラ・ニッポン
- マイクロソフト（XBOX）
2002年 フォーミュラ・ニッポン
- モバイルキャスト
2004年〜2007年 フォーミュラ・ニッポン
- アーティング
2005年〜2006年 フォーミュラ・ニッポン
- アラビアンオアシス
2007年 フォーミュラ・ニッポン
- ローソン
2008年〜2009年 フォーミュラ・ニッポン
- TP Checker
2008年 フォーミュラ・ニッポン
- ahead
2009年 フォーミュラ・ニッポン
- Mobil 1
2010年〜 フォーミュラ・ニッポン
- LENOVO
2013年〜2015年 スーパーフォーミュラ
- ITOCHU ENEX
2016年〜 スーパーフォーミュラ
- 東京ラヂエーター製造
2025年〜 SUPER GT

#### カルソニックスカイライン

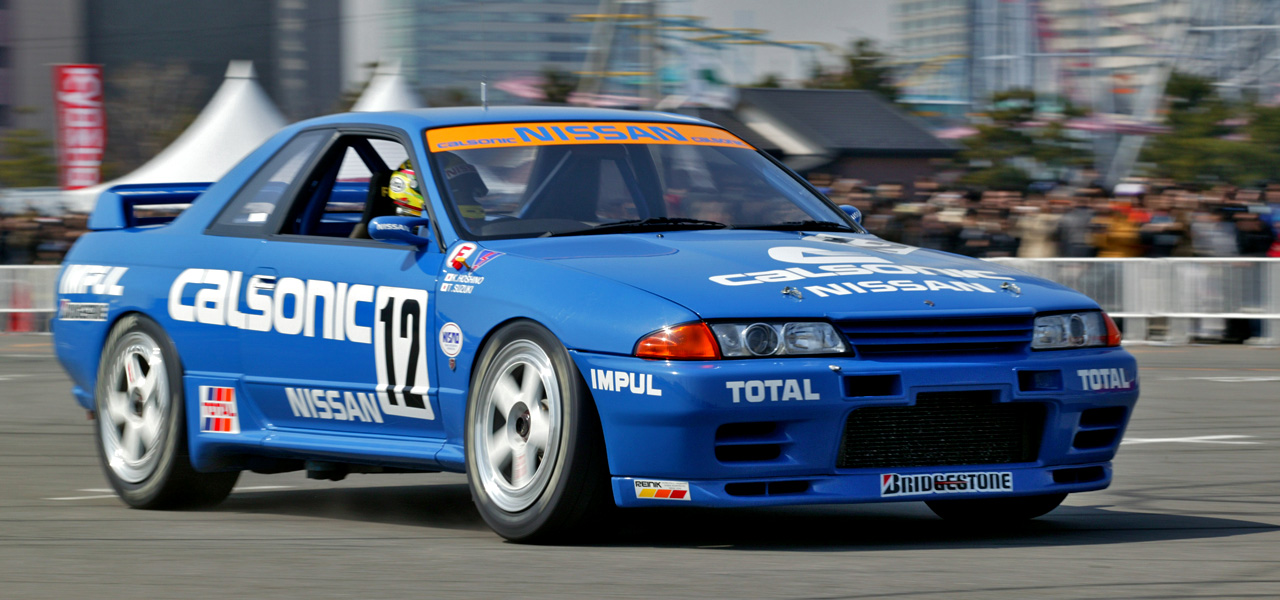
1990 カルソニック スカイライン
ニスモのエキシビションにて

青のスカイラインとして星野一義/ホシノレーシングを、そして日本のレース界を象徴する存在と言える。初登場は1988年の全日本ツーリングカー選手権（JTC）のスカイライン GTS-R（R31型）。当時は星野はドライブしていなかった。翌1989年から星野自身もドライブ。1990年には前年に発売されたスカイラインGT-R（R32型）を投入し、星野一義／鈴木利男組でシリーズチャンピオンに輝く。
1993年に全日本GT選手権（JGTC）が発足すると、R32スカイラインで影山正彦をドライバーとし、1995年シーズンまで3年連続チャンピオン（1993年シーズンはNISMOからのエントリー。1995年からR33スカイライン）に輝く。レギュレーションの変更により、1995年途中からはそれまで監督だった星野一義もドライブするようになった。
星野と組んだドライバーは1989年が北野元、1990年、1991年が鈴木利男、1992年、1993年（JTC)、1995年、1996年（JGTC）は影山正彦、1997年、2000年、2001年は本山哲、1998年は黒澤琢弥、1999年は影山正美がドライブしている。2002年には田中哲也と組んでいたが、シーズン途中に星野が引退表明し、田中哲也／ブノワ・トレルイエのコンビとなった。
翌2003年はトレルイエに井出有治を加え、シーズン2勝をあげる。2レース制が導入された富士と最終戦鈴鹿で勝ち、前年に販売終了となった関係で、この年限りで参戦終了となったスカイラインGT-Rの有終の美を飾った。
全日本GT選手権参戦時のカーナンバーは、1993年に2番をつけてチャンピオンを獲ったため、1994年から2年間は1番をつけていたが、1996年にタイトルを逃すと（これ以降、SUPER GTとなった2013年に至るまでシリーズチャンピオンを経験していない）、グループA時代からつけていた12番を一貫してつけている。

#### カルソニックインパルZ
NISMOは、2003年限りで参戦終了となったスカイラインGT-Rの後継車種として、全日本GT選手権（SUPER GT）・GT500クラスのベースマシンをフェアレディZ（Z33型）に変更した。その中のマシンの一台である。この車は、ほぼ半分のパーツがスカイラインGT-R（R34型）から転用されている。
2004年は井出有治、ブノワ・トレルイエのコンビで参戦し、前半は不運で泣くが、最終戦で優勝を飾る。2005年もこのコンビで参戦。2006年は井出有治がF1に進出。ブノワ・トレルイエのチームメイトに星野一義の息子である星野一樹がGT300からステップアップした。2006年はこの年からシリーズ戦に組み込まれた「Pokka鈴鹿1000km」でポールトゥーウィンを飾っている。2007年もブノワ・トレルイエ／星野一樹のコンビで参戦。2006年、2007年の鈴鹿1000kmレースでは第3ドライバーとしてジェレミー・デュフォアを登録した。

#### カルソニックIMPUL GT-R
2007年限りで参戦を終了したフェアレディZの後継車両として、また、日本のレース界を象徴する存在であるカルソニックスカイラインの再来として、GT-R（R35型）が2008年開幕戦より参戦している。鈴鹿の開幕戦でスタート直後に第2コーナーで接触されスピンしリヤを大破させてしまうも、なんとかコース復帰し松田はファステストラップを叩き出しポテンシャルの高さを見せ付けた。続く第2戦の岡山ではセミウエットとウエットの間のような難しいコンディションの中2位でゴールし鈴鹿の因縁を晴らすことに成功した。第6戦鈴鹿1000kmと最終戦富士を制し、シリーズ4位で2008年シーズンを終えた。
2009年シーズンはメインスポンサーから一時撤退したが、2010年には再び復帰、以降一貫してカルソニックブルーのGT-Rがサーキットを疾走している。

#### カルソニックIMPUL Z
2021年限りで参戦を終了したGT-R(R35型)の後継車両として、フェアレディZ(RZ34型系)が2022年開幕戦より参戦している。開幕戦は7位フィニッシュ、第2戦は3位表彰台と、着々ポイントを獲得していたが第三戦鈴鹿はスタートからわずか2周でマシントラブルによりストップしてしまうが、その後の第4戦は2位表彰台を獲得しており、第5戦では2021年SUGO以来の悲願の優勝を獲得した。その後も最終戦まで上位に食い込み、見事4.5ポイント差(1位・12号車70.5P 2位・3号車66P)で2022年のSUPER GTのシリーズチャンピオンに輝いた。
ドライバーの平峰一貴、ベルトラン・バゲットとしては初のシリーズチャンピオンに輝いた。チームインパルがGT500クラスでチャンピオンを獲得したのはJGTC時代の1995年に影山正彦が獲得して以来27年振りとなった。
なお2023年シーズンはメインスポンサーがカルソニックから社名のマレリに変更となり、チャンピオン輝いたためチャンピオンナンバーの「1」を使用しての参戦となる。また監督が星野一樹となり総監督に星野一義と変更して2023年シーズンを戦う。
翌2025年2月の契約切れを持ってマレリのスポンサードが終了となり、43年間にわたる関係に終止符が打たれた。なお、この43年間というスポンサード契約期間が「モータースポーツチームのスポンサーをした最長期間」として、ギネス世界記録に認定されている。2025年シーズンからはマレリの主要子会社である東京ラヂエーター製造（TRS）に移管される。